# All Time Low (canção)
"All Time Low" é uma canção da banda britânica The Wanted, gravada para o seu álbum de estreia e homónimo. Foi composta e produzida por Steve Mac, com o auxílio de Wayne Hector e Ed Drewett na escrita. A 22 de Julho de 2010, foi lançado como primeiro single da dupla na Irlanda e no Reino Unido através da Geffen Records. A música conseguiu atingir a liderança da UK Singles Chart e a décima terceira posição na tabela musical da Irlanda. 

## Desempenho nas tabelas musicais

### Posições
| Tabela musical (2010-2011)                       | Melhor posição |
| ------------------------------------------------ | -------------- |
| Alemanha - Media Control AG                      | 44             |
| Irlanda - IRMA                                   | 13             |
| Estados Unidos - Billboard Dance/Club Play Songs | 18             |
| Reino Unido - UK Singles Chart                   | 1              |